# Замріяне місто
Замріяне місто (англ. The Dreaming City) — роман відомого популярного британського письменника Майкла Джона Муркока, що був опублікований 1961 року. Цей роман розпочинає цикл творів автора про Ельріка із Мельнібоне, що відбуваються на альтернативній Землі. У пізніших розповідях Муркок відмітив Ельріка як втілення Вічного воїна.

## Сюжет
Ельрік останній імператор острова цивілізації Мелнібоне. Фізично слабкий і тендітний. Він альбінос, який повинен приймати спеціальні трави, щоб зберегти своє здоров'я. На відміну від більшості інших людей його раси, Ельрік має совість, хоча з самого початку молодий імператор використовує стародавні пакти і угоди з різними богами, демонами для отримання допомоги, щоб виконати свої завдання.
Після перебування в Молодих Королівствах, Елрік з флотом з найманих кораблів повертається до замріяного міста Імрир, де він планує вбити свого двоюрідного брата, Їркуна, і повернути свою кохану Кайморіль. Чорна магія передається йому його предками. Викуваний рунний меч, що несе бурю, поглинає душу Ельріка, але дарує сили, здоров'я і бойову доблесть.